# Millettia solomonensis
Millettia solomonensis är en ärtväxtart som beskrevs av Bernard Verdcourt. Millettia solomonensis ingår i släktet Millettia och familjen ärtväxter. Inga underarter finns listade i Catalogue of Life.